# John Hutton Balfour
Pour les articles homonymes, voir Hutton et Balfour (homonymie).
Ne doit pas être confondu avec John Hutton, Jock Hutton, John Hutton (écrivain) ou John Balfour (diplomate).
John Hutton Balfour, né le 15 septembre 1808 à Édimbourg et mort le 11 février 1884 dans la même ville, est un botaniste écossais.
Il obtient un doctorat de médecine en 1831 à l'université d'Édimbourg, discipline qu'il exerce dans cette même ville. En 1841, il obtient la chaire royale de botanique à l'université de Glasgow puis à celle de l'université d'Édimbourg en 1845. La même année, il dirige le jardin botanique royal de la ville.

## Liste partielle des publications
- Class book of botany (1852)
- Outlines of botany (1854)
- The plants of the Bible (1866)
- Elements of botany for schools (1869)
- Introduction to the study of palaeontological botany (1872)
- A manual of botany (cinq volumes, 1875)
- Botany and religion (volumes, 1882)